# تشارلز هنري براون (عسكري)
تشارلز هنري براون (بالإنجليزية: Charles Henry Brown) هو عسكري نيوزيلندي، ولد في 8 مايو 1872 في كرايستشرش في نيوزيلندا، وتوفي في 8 يونيو 1917 في فرنسا.